# モシ人
モシ人（Mossi）は、アフリカの民族。自称は単数形がmoaaga、複数形がmooseである。ブルキナファソを中心とした西アフリカのサバンナ地帯に居住する。

## 歴史
モシ人の神話によれば、モシの王家は現在のガーナ北部にいるダゴンバ人の姫とマンデ人の狩人の間に生まれた、ウエドラオゴという名の王が始祖だという。
史実では、15世紀中頃にテンゴドゴを都とするこの地域にモシ王国が勃興し、強力な騎馬軍によって、当時全盛期にあったマリ帝国やソンガイ王国からも独立を保っていた。しばらくしてワヒグヤ（仏: Ouahigouya、ワイグヤ）を都とするヤテンガ王国、ワガドゥグーを都とする中部モシが、テンゴドゴを都とする南部モシから独立して三国に分かれ、19世紀までそれぞれ独立を保った。
19世紀後半になるとフランスがこの地域に勢力を伸ばし（フランス領スーダン、en:Senegambia and Niger、en:Upper Senegal and Niger）、1919年に仏領オートボルタ植民地が成立したが、モシ諸国はよく組織された国家を持っていたため、フランスはこの地域に間接統治を取り入れ、各王国を利用して植民地支配を進めていったため、王の権力は残った。
オートボルタ共和国が1960年に独立すると、モシ人はオートボルタの多数派民族となったが、ブルキナファソとなっても同国内においてはさほど特定民族への富や権力の集中が起こっておらず、国内においてモシ人と他民族との軋轢は起こっていない。

## 文化
モシ人は農耕民族であり、トウジンビエやモロコシなどを栽培している。定住民であり、集落は散村をなしている。伝統的住居は、円筒形の泥壁の上に円錐形の草屋根を乗せたもので、家の中に部屋の仕切りはない。
ガーナ北部に居住するダゴンバ人やマンブルシ人とは、言語、文化、王の系譜などが良く似通っており、近縁の民族とされている。